# Rhainopomma pseudomontanum
Rhainopomma pseudomontanum är en insektsart som beskrevs av Hemp, C. 2007. Rhainopomma pseudomontanum ingår i släktet Rhainopomma och familjen Lentulidae. Inga underarter finns listade i Catalogue of Life.